# Hur
Hur ( em hebraico: חוּר , romanizado: Ḥūr) juntamente com Arão, ficou a tomar conta do povo, quando Moisés se ausentou para o Sinai (Ex 24:14). Era da tribo de Judá e foi avô de Bezaleel (Ex 2:19). Casou-se novamente com  a princesa Henutmire com quem teve três filhos. A mais nova nascida após sua morte. (CDS 67.1)
Na batalha de Refidim, Moisés ergueu seu cajado até se cansar, quando ele abaixava um pouco o cajado, os Amalequitas tinham a vantagem, quando erguia o cajado, o povo Hebreu vencia. Então Moisés encontrou uma rocha e se sentou com o cajado erguido enquanto Hur e Aarão ajudavam a manter seus braços levantados.
Foi morto pelo povo enquanto tentava impedir a criação do bezerro de ouro, e Deus o recompensou pela sua fidelidade, escolhendo seu neto Bezaleel para a criação da Arca da Aliança.
Um homem que juntamente com Arão sustentava as mãos de Moisés em Refidim (Êx 17.10). Ele e Arão foram encarregados da direção do povo, enquanto Moisés se conservava no monte Sinai (Êx 24.14).  Mas o próprio Hur é também algumas vezes chamado o pai de Belém. ‘Abi-Belém’ (Êx 31.2 - 35.30 - 1 Cr 2.19,50 - 4.1,4). 3. Rei de Midiã, que foi morto com Balaão (Nm 31.8). 4. Um dos provedores de Salomão no comissariado do monte Efraim (1 Rs 4.8). 5. o pai de Refaías, que ajudou Neemias na reparação dos muros de Jerusalém (Ne 3.9). Segundo a tradição judaica, foi marido de Miriã, irmã de Arão e Moisés.